# おめがクラブ
おめがクラブは、戦後日本のSF同人グループ。同人誌『科学小説』を発行した。中心人物は渡辺啓助、今日泊亜蘭、矢野徹。日本初のSF同人誌である『宇宙塵』を発行した「科学創作クラブ」と並び、最も初期の日本SF同人グループの一つである。

## 概要
1955年（昭和30年）ごろ、今日泊亜蘭、日影丈吉、大坪砂男を中心に、渡辺啓助、都筑道夫、夢座海二、楠田匡介といった探偵小説界の作家たちは、喫茶店で会合を開くことがしばしばあった。そのうちに、科学小説について語り合うことが多くなっていったため、矢野徹の発案で科学小説の同人誌が作られることとなり、「おめがクラブ」（この名称は今日泊の案である）が発足した。
なおこの時、日影は科学小説を書いていくつもりが無かったため参加を断っている。当初は香山滋に代表を頼むつもりであったが断られたため、渡辺啓助が代表となった。大坪はこれに不満を持ち、会から離れた。またこの頃、矢野の推薦で、星新一と柴野拓美が参加している。
1957年11月、『科学小説』第1号を発行する。単なる同人誌ではなく、商業媒体への売り込みを目的とした原稿の展示誌だと謳っていた。この目的に関しては、今日泊の「完全な侵略」が雑誌『宝石』に買われたのをはじめ、渡辺・夢座の作品が雑誌『実話』に、矢野の作品がラジオに買われるなど、一定の成果をあげた。
1960年1月、『科学小説』第2号を発行するもこれが最終号となり、「おめがクラブ」もそのまま解散。
今日泊は、渡辺が自分のファン・身内と思しき人物を同人に加えていたことが他の同人の不興を買った、と語っている。

## メンバー
『科学小説』2号に記載されているもの。
- 渡辺啓助
- 今日泊亜蘭
- 矢野徹
- 星新一
- 柴野拓美
- 夢座海二
- 丘美丈二郎
- 潮寒二
- 槇悠人
- 埴輪史郎
- 阿部主計
- 富田百秋
- 浅美哲夫
- 斉藤哲夫（同名の歌手とは別人。「宝石」などに作品を発表）
- 中村義之
- 葉瀬潤子

## 『科学小説』目次
- 1号
  - 「ミイラは逃走する」渡辺啓助
  - 「誘導弾X5号と二匹の子猿」矢野徹
  - 「完全な侵略」今日泊亜蘭
  - 「ホモ・ハイメノプテラ」潮寒二
  - 「電波公聴機」丘美丈二郎
  - 「人工子宮（原名母）」アルフレッド・コッペル 永谷近夫訳
  - 「万ケ一の脅迫」浅見哲夫
  - 「惑星一一四号」夢座海二
- 2号
  - 「みなごろしの歌」渡辺啓助
  - 「見張りは終った」今日泊亜蘭
  - 「冬の蝶」星新一
  - 「明日のアリバイ」夢座海二
  - 「ポンコロ部隊」矢野徹
  - 「ポシブル・ケース」丘美丈二郎
  - 「雪男族の神々」葉瀬潤子
  - 「宇宙生物誌」斉藤哲夫
  - 「古今からくり人形」槇悠人
  - 「島」中村義之
  - 「Omega & Oraga Corner」
  - 後記